# Philip Simon

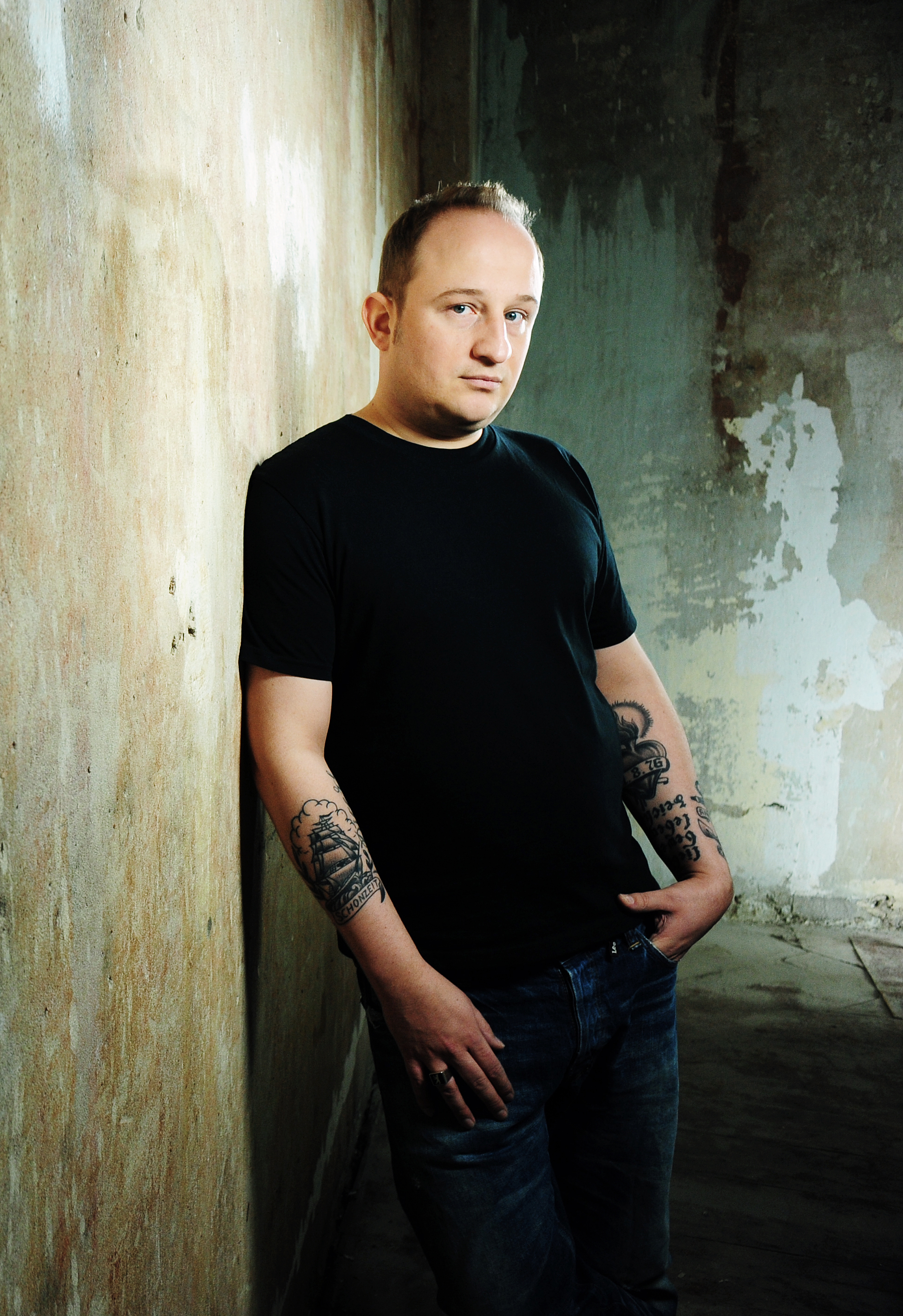
Philip Simon, 2013

Philip Simon (* 21. August 1976 in Enschede) ist ein niederländisch-deutscher Moderator, Kabarettist und Autor.

## Leben
Philip Simon studierte Germanistik, Geschichte und Philosophie an der nordrhein-westfälischen Universität Essen. Er lebt in Köln und auf der niederländischen Nordseeinsel Texel. Simon besitzt außer der niederländischen inzwischen auch die deutsche Staatsangehörigkeit.
Während seines Studiums sammelte Simon erste Bühnenerfahrung und war Conférencier im Varieté (u. a. in Häusern wie Roncallis Apollo in Düsseldorf, dem Wintergarten Varieté in Berlin oder den GOP-Varietés in ganz Deutschland). 2009 präsentierte er mit Abschiedstournee seine erste Solo-Show. 2011 präsentierte Simon seine zweite Kabarett-Solo-Show Ende der Schonzeit und wurde dafür mit dem Jurypreis des Prix Pantheon und dem Publikumspreis des Großen Kleinkunstfestivals der Wühlmäuse (Schirmherr: Dieter Hallervorden) ausgezeichnet. Daneben schrieb und produzierte Simon von 2009 bis 2011 seinen eigenen satirischen Wochenrückblick für den Berliner Radiosender 104.6 RTL.
Im Jahr 2012 moderierte Simon auf ZDFneo über 40 Folgen der Sendung Thekenquizzer. Von 2013 bis 2014 moderierte er wöchentlich die Late-Night-Show Nate Light mit Philip Simon auf ZDFneo, wo er den Sendeplatz von neoParadise übernahm. Aktuelle Themen und Gäste aus Politik (u. a. Cem Özdemir, Matthias Machnig, Michael Spreng) und Kultur (u. a. Dietmar Wischmeyer, Jörg Thadeusz) wurden in verschiedenen Darstellungsformen aufgearbeitet. Philip Simon wurde eine eigene Comicfigur auf den Leib programmiert, sein Pixel-Alter-Ego Filipje. Mit der Sendung vom 23. Oktober 2014 wurde die Sendung eingestellt.
Bis Sommer 2014 trug Philip Simon sein Kabarett mit niederländischem Akzent vor, fortan mit akzentfreiem Hochdeutsch. Zur Begründung gibt er an, das verniedlichende Stilmittel des Akzents passe nicht mehr zu seinem politischen Kabarett, das er inzwischen ausschließlich mache. Im Programm Meisenhorst (seit 2018) beschäftigt er sich mit dem Grundgesetz und begrüßt dabei seine Gäste mit:
„Ich habe irgendwann festgestellt, dass ich selber mehr über die 10 Gebote weiß als über das Grundgesetz. Und ich bin Atheist.“
2020 veröffentlichte Philip Simon gemeinsam mit dem WortArt-Verlag anlässlich des 70. Geburtstags des Grundgesetzes im Jahr 2019 das komplette Grundgesetz als Hörbuch. In über 5 Stunden liest er jeden Artikel vor und kommentiert ihn. Das Hörbuch gibt es inzwischen auch auf Streaming-Plattformen.
Seit 2020 ist Philip Simon festes Ensemble-Mitglied bei den Mitternachtsspitzen im WDR Fernsehen. Er tritt dort in jeder Folge aus einem Spind auf und seit 2021 spielt er auch in Sketchen mit und gehört zur neuen Stammbesetzung. Ebenfalls seit 2020 arbeitet Philip Simon als Autor für TV-Produktionen. Im Jahr 2020 für die ZDF-Produktion Mann, Sieber! und seit 2021 für die Mitternachtsspitzen im WDR und die heute-Show im ZDF.
Im Herbst 2021 produzierte Warner Bros. Deutschland vier Late Night Shows mit Philip Simon als Host in Köln.

## Werke

### Bühnenprogramme
- 2009 bis 2011: Abschiedstournee
- 2011 bis 2015: Ende der Schonzeit
- 2015 bis 2017: Anarchophobie
- 2017 bis 2019: Meisenhorst

### CDs
- 2012: Ende der Schonzeit
- 2017: Anarchophobie
- 2019: Meisenhorst
- 2020: Das Grundgesetz – gelesen und kommentiert von Philip Simon
- 2021: Der spinnt – Best of Spind[8]
- 2023: Zwischenstand 22

### DVDs
- 2015: Ende der Schonzeit

## Auszeichnungen
- 2011: Jurypreis Prix Pantheon[9]
- 2011: Publikumspreis Kleinkunstfestival der Wühlmäuse[10]
- 2013: Nominierung der Nate Light mit Philip Simon für „Best Comedy Special“ beim Montreux Comedy Award.
- 2019: Kaarster Stern[11]